# Paul Scheuring
Paul Scheuring (Aurora, Illinois, 1968. november 20. –) amerikai forgatókönyvíró, filmrendező és televíziós sorozatok rendezője. Munkái között van a 2003-as Túl mindenen című film, továbbá A szökés című televíziós drámasorozat, aminek vezető producere és írója is egyben.
Scheuring az Illinois állambeli Aurorában született. Mielőtt elvégezte volna az UCLA Mozifilm és Televíziós Iskolát, futárként, kábelfektetőként és gyármunkásként dolgozott. Később a 36K-n dolgozott 2000-ben és a Túl mindenen c. filmen 2003-ban, amivel Scheuring az első kísérletét tette arra, hogy televíziós műsor írója legyen. Később egy női munkatársától kapott ötletből egy minisorozatot akart készíteni, ami A szökés (Prison Break) címen futott. A szövegkönyvvel felkereste a Foxot, de a szokatlan története miatt elutasították. 2004-ben a Lost sikeres indulása után a Fox támogatta „A szökés” elkészítését és az első epizódot 20 hónappal később mutatták be, miután Scheuring megírta a forgatókönyvet. A sorozat 2006-ban megnyerte a legjobb új televíziós dráma közönségdíját és jelölést kapott 2006-ban a legjobb drámasorozatnak járó Arany Glóbusz-díjra.
Scheuring a Mexicali című el film társírója is, amelyet 2010-ben terveztek bemutatni, de a projektet elhalasztották.

## A szökésepizódok
- 1.01 – "Isten hozott a börtönben" (írta)
- 1.02 – "Lázadás" (írta)
- 1.09 – "Forró nyomon" (írta)
- 1.13 – "Az alagút vége" (írta)
- 1.19 – "A kulcs" (történet)
- 1.22 – "Hajtóvadászat" (írta)
- 2.01 – "Embervadászat" (írta)
- 2.17 – "Bad Blood" (írta) (Karyn Usherrel együtt)
- 2.22 – "Sona"
- 3.01 – "Orientación" (írta)

## Filmográfia
| Év          | Cím            | Leírás                                                          |
| ----------- | -------------- | --------------------------------------------------------------- |
| 2010        | A kísérlet     | rendező                                                         |
| 2005 – 2009 | A szökés       | A televíziós sorozat létrehozója, fő írója és vezető producere. |
| 2005        | Briar & Graves | A televíziós sorozat létrehozója és írója (nem mutatták be).    |
| 2003        | Túl mindenen   | író                                                             |
| 2000        | 36K            | író, rendező és vágó                                            |